# 米格-110
米格-110（俄语：МиГ-110）是俄羅斯於1995年開始研發，但至今仍未服役的雙渦輪引擎客貨兩用飛機。

## 建議中的型號
- MiG-110N - 客運專用機
- MiG-110NP - 輔助軍隊用機
- MiG-110M - 客貨兩用全天候短距起落用機
- MiG-110A - 與奧地利一同研發的型號

## 規格（MiG-110M）
基本信息
- 机组：2
- 容量：49
- 載貨量：5,500 kg (12,000 lb)

性能